# شیوا بلوریان
شیوا بلوریان (زاده ۱۴ مهر ۱۳۵۸) نویسنده، تهیه‌کننده فیلم، بازیگر و کارگردان ایرانی تئاتر و تلویزیون و سینماست.

## زندگی[۱]
شیوا بلوریان دارای مدرک فوق لیسانس کارگردانی تئاتر از دانشگاه هنر و معماری و لیسانس مترجمی زبان انگلیسی است. همچنين او دانش آموخته فيلمنامه نويسی حرفه ايی سينما نزد استاد ناصر تقوايی در حوزه هنري، دوره‌های فيلمسازی حرفه ايي از انجمن فيلمسازان جوان، همچنين گذراندن دوره کامل فیلمبرداری و کارگردانی تخصصی و فوق تخصصی سینما نزد استاد سعید پور اسماعیلی در هیلاج فیلم به مدیریت امیرشهاب رضویان می باشد.
آغاز فعالیت هنری او از دوران کودکی با صداپیشگی در رادیو در گروه خردسالان شروع شد و با رفتن به کلاسهای بازیگری کودکان، آغازی متفاوت در بازیگری تئاتر  برای او رقم خورد.خیلی زود در نمایشهای کودکان و در جشنواره های مختلف تئاتر کودک و نوجوان با بازیهای روان و اثر گذار توانست نگاههای بسیاری را به خود جلب کند و جوایز متعددی را به دست بیاورد.او در آغاز نوجوانی در کنار بازیگری، نویسندگی و کارگردانی چندین  تئاتر کودک را نیز در کارنامه کاری خود ثبت کرده است که تماما شایسته تقدیر و جایزه از جشنواره سراسری کودک و نوجوان امید شناخته شدند. کم کم نویسندگی و کارگردانی به صورت جدی به فعالیت او در تئاتر افزوده شد. کارگردانی و‌بازیگری  چندین تئاتر موفق و پر جایزه همچون: شهر سوخته، نقل زنان سنگی، حدیث آصف، که در تئاتر شهر اجرا شدند روزهایی درخشان برای او در تئاتر و درفعالیت تئاتری او محسوب شد.
پس از بازی در فیلم سینمایی کمکم کن ساخته رسول ملاقلی‌پور و کاندید شدن او برای جایزه بازیگری در همین فیلم، او رسما وارد حیطه بازیگری به شکل حرفه ایی شد و تا به امروز  در نمایشها، سریالها و فیلمهای متعهدی ایفای نقش کرده است. با وجود اینکه  بازیگری در فیلم سینمای” کمکم کن” به کارگردانی رسول ملاقلی‌پور، اتفاق درخشانی در کارنامه کاری شیوابلوریان محسوب میشود اما عمده محبوبیت او‌به واسطه بازی کردن در سریالهای پر بیننده و پر طرفداری همچون “قطار ابدی“ به تهیه کنندگی بیژن بیرنگ و مسعود رسام، “روزهای زندگی” به کارگردانی سیروس مقدم، “سایه آفتاب” به کارگردانی محمدرضا آهنج، “جوانی “ به کارگردانی سعید سلطانی، ”زیر آسمان شهر۳” به کارگردانی مهران غفوریان، “نقطه چین” به کارگردانی مهران مدیری و “ستاره های سربی” به کارگردانی محمدرضا آهنج است.
در کارنامه هنری او کارگردانی و نویسندگی چند فیلم کوتاه، مدیریت آموزشگاه سینمایی و تدریس بازیگری و کارگردانی نیز به چشم می‌خورد. در زمینه اجرا، اجرای برنامه های تلویزیونی پر مخاطب مانند دختران، یخ در بهشت، صبح بخیر ایران و شب مهتاب را از اجراهای او می‌توان نام برد.
او صداپیشگی در رادیو را با  برنامه “جمعه ایرانی“ ادامه داد و همچنین در زمینه تئاتر تلویزیونی بازی در چندین تئاتر تلویزیونی مانند “پنج دقیقه تا مرز”، “سکوت” ، “دروازه ساعت“ را در کارنامه هنری خود دارد.
بازی در فیلمهای تلویزیونی هم از دیگر تجربه های وی به شمار میرود. فیلمهایی نظیر: “ تب پنهان”، “حضور” ، “مادرم باش”، “بالا بلند”، “مادرم باش” ، “جشن وحشت” ، “اعتراف”، “بازی شبانه” ، “تکیه بر خورشید” و‌ “رها”.
او در سال ۱۳۹۰ ازدواج کرد حاصل این ازدواج یک فرزند دختر به نام “ نانیا ” متولد ۲۰۱۳ وین، و‌ یک فرزند پسر به نام “برایان” متولد ۲۰۱۹ که او هم متولد شهر وین در اتریش است. شیوا بلوریان هم اکنون ساکن هر دوشهر تهران و وین است.

## گزیدهٔ آثار[۲]

### سینما
| نام      | نویسنده          | کارگردان         | تهیه‌کننده فیلم  | بازیگران | مدت زمان  | کشور  | زبان  | سال تولید |
| -------- | ---------------- | ---------------- | --------------- | --- | --------- | ----- | ----- | --------- |
| کمکم کن  | رسول ملاقلی‌پور   | رسول ملاقلی‌پور   | رسول ملاقلی‌پور  | احمد نجفی، ماهایا پطروسیان، رامبد جوان، حسین رفیعی ،شیوا بلوریان ،حبیب دهقان نسب، سیامک انصاری، نادیا دلدارگلچین، مهدی میامی، آرش نوذری | ۱۰۰ دقیقه | ایران | فارسی | ۱۳۷۷      |
| مه‌بانو   | حسن دولت آبادی   | مجید بهشتی       | مجید بهشتی      | فیروز بهجت محمدی، فخری خوروش، شیوا بلوریان، مصطفی عبدالهی، هرمز سیرتی                                                                   | ۹۰ دقیقه  | ایران | فارسی | ۱۳۸۰      |
| حس پنهان | مصطفی رزاق کریمی | مصطفی رزاق کریمی | مرتضی رزاق‌کریمی | محمدرضا فروتن، مهتاب کرامتی، آتیلا پسیانی، نیوشا ضیغمی، شهره سلطانی، حامد بهداد، شیوا بلوریان ، بهناز سلیمانی                           | ۹۰ دقیقه  | ایران | فارسی | ۱۳۸۵      |

### مجموعه تلویزیونی
| سال  | عنوان مجموعه            | کارگردان                   | تعداد قسمت‌ها        | شبکه   |
| ---- | ----------------------- | -------------------------- | ------------------- | ------ |
| ۱۳۷۶ | قطار ابدی               | بهروز بقاییرضا عطاران      | ۵۲ قسمت             | شبکه ۳ |
| ۱۳۷۶ | بافته های رنج           | مجید بهشتی                 | ۴۲ قسمت             | شبکه ۱ |
| ۱۳۷۷ | آوای بی صدا             | مجتبی یاسینی               | ۲۶ قسمت             | شبکه ۲ |
| ۱۳۷۷ | روزهای زندگی            | سیروس مقدم                 | ۳۵ قسمت             | شبکه ۳ |
| ۱۳۷۷ | لانه شیطان              | عبدالحسن برزیده            | ۵ قسمت              | شبکه ۱ |
| ۱۳۷۹ | ساعت سحرآمیز            | جواد کهنموئی               | ۲۶ قسمت             | شبکه ۲ |
| ۱۳۷۹ | سرزمین آرزوها           | حسین پهلوان نشانمصطفی راور | ۱۶ قسمت             | شبکه ۱ |
| ۱۳۸۰ | جوانی                   | سعید سلطانی                | ۲۶ قسمت             | شبکه ۳ |
| ۱۳۸۰ | مسافری از اعماق         | حسین قناعت                 | ۱۰ قسمت             | شبکه ۲ |
| ۱۳۸۱ | زیر آسمان شهر (سری سوم) | مهران غفوریان              | ۲۰ قسمت             | شبکه ۳ |
| ۱۳۸۱ | سوتک و توتک             | هنگامه مفید                |                     | شبکه ۲ |
| ۱۳۸۲ | کمی اون ورتر            | مسعود فروتن                | ساخت آن ناتمام ماند |        |
| ۱۳۸۲ | ماجراهای تقی جان        | مرضیه محبوب                | سری چهارم ۲۶ قسمت   | شبکه ۲ |
| ۱۳۸۲ | نقطه‌چین                 | مهران مدیری                | بازی در فاز اول     | شبکه ۳ |
| ۱۳۸۲ | شهر باران               | سید جواد هاشمی             |                     | شبکه ۲ |
| ۱۳۸۳ | سایه آفتاب              | محمدرضا آهنج               | ۲۱ قسمت             | شبکه ۳ |
| ۱۳۸۳ | فیلبانان                | کاظم راست‌گفتار             | ۲۶ قسمت             | شبکه ۲ |
| ۱۳۸۵ | پنج دقیقه تا مرز        | سید جواد هاشمی             |                     | شبکه ۲ |
| ۱۳۸۶ | دریا در غربت            | سید رحیم حسینی             | ۸ قسمت              | شبکه ۱ |
| ۱۳۸۶ | ضربان منفی              | اکبر منصور فلاح            | ۱۳ قسمت             | شبکه ۲ |
| ۱۳۸۸ | شب هزارویکم             | علی بهادر                  | ۲۶ قسمت             | شبکه ۱ |
| ۱۳۸۸ | دفترخانه شماره ۱۳       | سید وحید حسینی             | ۲۶ قسمت             | شبکه ۱ |
| ۱۳۸۹ | محله تهرونی‌ها           | سهيل موفق                  | ۵۲ قسمت             | شبکه ۵ |
| ۱۳۸۹ | ستاره های سربی          | محمدرضا آهنج               | ۱۷ قسمت             | شبکه ۲ |
| ۱۳۹۱ | دختر من                 | اسماعیل جعفری              | ۲۶ قسمت             | شبکه ۲ |

### تله‌فیلم
| نام                   | سمت    | کارگردان           | شهر   | سال  |
| --------------------- | ------ | ------------------ | ----- | ---- |
| مه بانو               | بازیگر | مجید بهشتی         | تهران | ۱۳۷۷ |
| حادثه بهتر ازاین نیست | بازیگر | سیروس مقدم         | تهران | ۱۳۸۱ |
| شب عقرب               | بازیگر | مسعود آب‌پرور       | تهران | ۱۳۸۲ |
| شاهد عینی             | بازیگر | مسعود آب‌پرور       | تهران | ۱۳۸۳ |
| بالا بلند             | بازیگر | جلال فاطمی         | تهران | ۱۳۸۴ |
| حضور                  | بازیگر | مسعود تکاور        | تهران | ۱۳۸۵ |
| مادرم باش             | بازیگر | مسعود رشیدی        | تهران | ۱۳۸۶ |
| تب پنهان              | بازیگر | غلامرضا صیامی زاده | تهران | ۱۳۸۶ |
| جشن وحشت              | بازیگر | جواد مزد آبادی     | تهران | ۱۳۸۷ |
| اعتراف                | بازیگر | سعید عالم‌زاده      | تهران | ۱۳۸۷ |
| بازی شبانه            | بازیگر | کاظم معصومی        | تهران | ۱۳۸۷ |
| تکیه بر خورشید        | بازیگر | حسین سحرخیز        | تهران | ۱۳۸۸ |
| رها                   | بازیگر | بشیر آزادپور       | کیش   | ۱۳۸۸ |
| نشانی سوم             | بازیگر | سید جواد هاشمی     | تهران | ۱۳۸۹ |
| فرشته اعظم            | بازیگر | سید محسن خرمدره    | تهران | ۱۳۹۰ |
| گاهی پیش میاید        | بازیگر | اکبر شهبازی        | تهران | ۱۳۹۱ |

### تئاتر در ایران
| نام               | سمت                | کارگردان        | سال  | شهر   | محل اجرا                                                                  |
| ----------------- | ------------------ | --------------- | ---- | ----- | ------------------------------------------------------------------------- |
| بلبل سرگشته       | بازیگر             | جواد کبودرآهنگی | ۱۳۷۲ | تهران | تالار محراب (جشنواره آئینی)                                               |
| الف ـ ب ـ پ تنبل  | بازیگر             | بهرام دوست‌قرین  | ۱۳۷۲ | همدان | جشنواره سراسری کودک و نوجوان امید                                         |
| رویای رنگین       | نویسنده و کارگردان | شیوا بلوریان    | ۱۳۷۳ | همدان | جشنواره سراسری کودک و نوجوان امید                                         |
| خسته نیستم        | نویسنده و کارگردان | شیوا بلوریان    | ۱۳۷۴ | همدان | جشنواره سراسری کودک و نوجوان امید                                         |
| از پاییز تا پاییز | بازیگر             | بهرام دوست‌قرین  | ۱۳۷۵ | همدان | جشنواره سراسری کودک و نوجوان امید                                         |
| روزهای بلوط       | کارگردان و بازیگر  | شیوا بلوریان    | ۱۳۷۵ | همدان | تئاترشهر، تالار کوچک (جشنواره تئاتر فجر)                                  |
| مده‌آ              | کارگردان و بازیگر  | شیوا بلوریان    | ۱۳۷۸ | تهران | جشنواره دانشجویی                                                          |
| حدیث آصف...       | بازیگر             | نصرالله قادری   | ۱۳۷۸ | تهران | تئاترشهر، تالار چهارسو (جشنواره مهر) اداره تئاتر، خانه نمایش (اجرای عموم) |
| خاله ادیسه        | بازیگر             | بابک توسلی      | ۱۳۷۹ | تهران | تئاترشهر، تالار قشقایی(جشنواره تئاتر فجر)                                 |
| معرکه در معرکه    | بازیگر             | سیاوش طهمورث    | ۱۳۸۰ | تهران | حوزه هنری، تماشاخانه مهر                                                  |
| دختران بی نشان    | بازیگر             | امیر آتشانی     | ۱۳۸۱ | تهران | حوزه هنری                                                                 |
| شهر سوخته         | کارگردان و بازیگر  | شیوا بلوریان    | ۱۳۸۲ | تهران | تئاترشهر، تالار سایه (جشنواره سراسری دفاع مقدس)                           |
| نقل زنان سنگی     | کارگردان و بازیگر  | شیوا بلوریان    | ۱۳۸۴ | تهران | تئاترشهر، تالار نو                                                        |

### تله تئاتر
| نام                         | سمت                         | کارگردان            | سال  | شهر   | محل اجرا   |
| --------------------------- | --------------------------- | ------------------- | ---- | ----- | ---------- |
| ماجراهای شیوا وقتی کوچک بود | نویسنده و کارگردان و بازیگر | شیوا بلوریان        | ۱۳۸۲ | تهران | شبکه جام‌جم |
| سکوت                        | بازیگر                      | مهرداد رایانی مخصوص | ۱۳۸۸ | تهران | شبکه ۴     |
| دروازه ساعات                | بازیگر                      | سید جواد هاشمی      | ۱۳۸۸ | تهران | شبکه ۳     |

### اجرا
| نام                | شبکه        | سال تولید   |
| ------------------ | ----------- | ----------- |
| دختران             | شبکه ۱      | ۱۳۸۳        |
| فرزندان صبح        | شبکه ۲      | ۱۳۸۳        |
| صبح بخیر ایران     | شبکه ۱      | ۱۳۸۴ - ۱۳۸۳ |
| یخ در بهشت         | شبکه ۱      | ۱۳۸۴        |
| صبح و ایرانی       | شبکه جام جم | ۱۳۸۴        |
| بیدار شو، آفتاب شد | شبکه ۲      | ۱۳۸۵        |
| نورباران           | شبکه ۲      | ۱۳۸۵        |
| شب مهتاب ۱         | شبکه ۳      | ۱۳۸۹        |
| شب مهتاب ۲         | شبکه ۳      | ۱۳۹۱        |

## جوایز
| سال  | جشنواره                                         | بخش                                                     | فیلم                          | نتیجه    |
| ---- | ----------------------------------------------- | ------------------------------------------------------- | ----------------------------- | -------- |
| ۱۳۷۰ | جشنواره سراسری کودک و نوجوان امید               | بهترین بازیگر ‌نقش اول زن                                | نمایش "شاهد سوم"              | برنده    |
| ۱۳۷۲ | جشنواره سراسری کودک و نوجوان امید               | بهترین کارگردانی، طراحی و نمایشنامه‌نویسی                | نمایش "خسته نیستم"            | برنده    |
| ۱۳۷۲ | جشنواره سراسری کودک و نوجوان امید               | بهترین بازیگر ‌نقش اول زن                                | نمایش "الف ـ ب ـ پ تنبل"      | برنده    |
| ۱۳۷۳ | جشنواره سراسری کودک و نوجوان امید               | بهترین کارگردانی، بهترین طراحی صحنه، بهترین هدایت گروهی | نمایش "رویای رنگین"           | برنده    |
| ۱۳۷۵ | جشنواره تئاتر فجر                               | بهترین کارگردانی                                        | نمایش "روزهای بلوط"           | نامزدشده |
| ۱۳۷۵ | جشنواره تئاتر فجر                               | بهترین بازیگری زن                                       | نمایش "روزهای بلوط"           | برنده    |
| ۱۳۷۵ | جشنواره دفاع مقدس                               | بهترین بازیگر                                           | نمایش "روزهای بلوط"           | برنده    |
| ۱۳۷۶ | جشنواره فیلم فجر                                | بهترین بازیگر‌ نقش دوم زن                                | فیلم سینمایی"کمکم‌ کن"         | نامزدشده |
| ۱۳۷۸ | جشنواره مهر                                     | بهترین بازیگر نقش اول زن                                | نمایش "حدیث آصف..."           | برنده    |
| ۱۳۸۲ | جشنواره دفاع مقدس                               | بهترین کارگردانی                                        | نمایش "شهر سوخته"             | نامزدشده |
| ۱۳۸۲ | جشنواره دفاع مقدس                               | بهترین بازیگر نقش اول زن                                | نمایش "شهر سوخته"             | برنده    |
| ۱۳۸۶ | جشنواره فیلم کوثر، بخش(فیلم‌های سینمایی ویدئویی) | بهترین بازیگر نقش زن                                    | فیلم سینمایی/تلویزیونی "حضور" | نامزدشده |